# Список первых секретарей Юго-Осетинского областного комитета КП Грузии
Юго-Осетинский областной комитет КП Грузии — центральный партийный орган, существовавший в Юго-Осетинской АО с 29 марта 1921 по 26 августа 1991 года.

## Областной комитет КП(б) - КП Грузии Автономной области Юго-Осетии - Юго-Осетинской автономной области, ответственные - 1-е секретари

### ответственный секретарь
- ответственный секретарь Гаглоев Сергей Григорьевич (1917, 1896—1938) 1921
- ответственный секретарь Санакоев Владимир Аржеванович (1905, 1884—1937) 1.1922 — 4.1924
- ответственный секретарь Джатиев Александр Михайлович (1918, 1891—1942) 4.1924 — 1925
- ответственный секретарь Абаев Александр Нафанаилович (1918, 1892—1937) 1925 — 6.1928
- ответственный секретарь Кудрявцев Сергей Александрович (1919, 1903—1938) 1929—1930
- ответственный секретарь Ломидзе Лука Михайлович (1917, 1901—1938) 1930 — 2.1931
- ответственный секретарь Акопов Степан Егорович (1919, 1897—1938) 02.12.1931

## Первый секретарь
- Жвания Исаак Ефтимович (1913, 1891—1937) 1932—1934
- Таутиев Борис (Абдул-Бегир) Гасанович (, −1937) 1936—1937
- и. о. Гочашвили Георгий Александрович (1927, 1904-) 1937 — 2.1938
- и. о. Цховребашвили (Цховребадзе) Владимир Гедеванович (1926, 1905—1977) 2 — .1938
- Цховребашвили (Цховребадзе) Владимир Гедеванович (1926, 1905—1977) 1938 — 1.1949
- Имнадзе Акакий Габриелович (1940, 1908-) 1.1949 — 5.1953
- Куджиашвили Иван Петрович (1928, 1906-) 5.1953 — 1954
- Санакоев Григорий Георгиевич (1939, 1914-) 1954—1959
- Козаев Владимир Дмитриевич (, 1917-) 1959—1962
- Чиаев Иосиф Семёнович (1939, 1907-) 1962 — 2.1965
- Джуссоев Георгий Николаевич (1950, 1926-) 2.1965 — 5.11.1973
- Санакоев Феликс Сергеевич (1964, 1939-) 5.11.1973 — 22.4.1988
- Чехоев Анатолий Георгиевич (1978, 1950-) 22.4.1988 — 1.1990
- Цховребашвили Валентин Владимирович (1952, 1933-) 1.1990 — 4.1991
- Гассиев Знаур Николаевич (1944, 1925-2016) .4 — 26.8.1991